# Difenilmetano
El difenilmetano es un hidrocarburo aromático con fórmula molecular C13H12.